# Вільям Прескотт
Вільям Хіклінг Прескотт (англ. William H. Prescott; 4 травня 1796 — 28 січня 1859) — американський історик, який широко визнаний історіографами першим американським науковим істориком. Попри те, що в нього були серйозні порушення зору, які часом заважали йому читати чи писати, Прескотт став одним із найвідоміших істориків Америки 19 століття. Він також відомий своєю ейдетичною пам'яттю.

## Життєпис

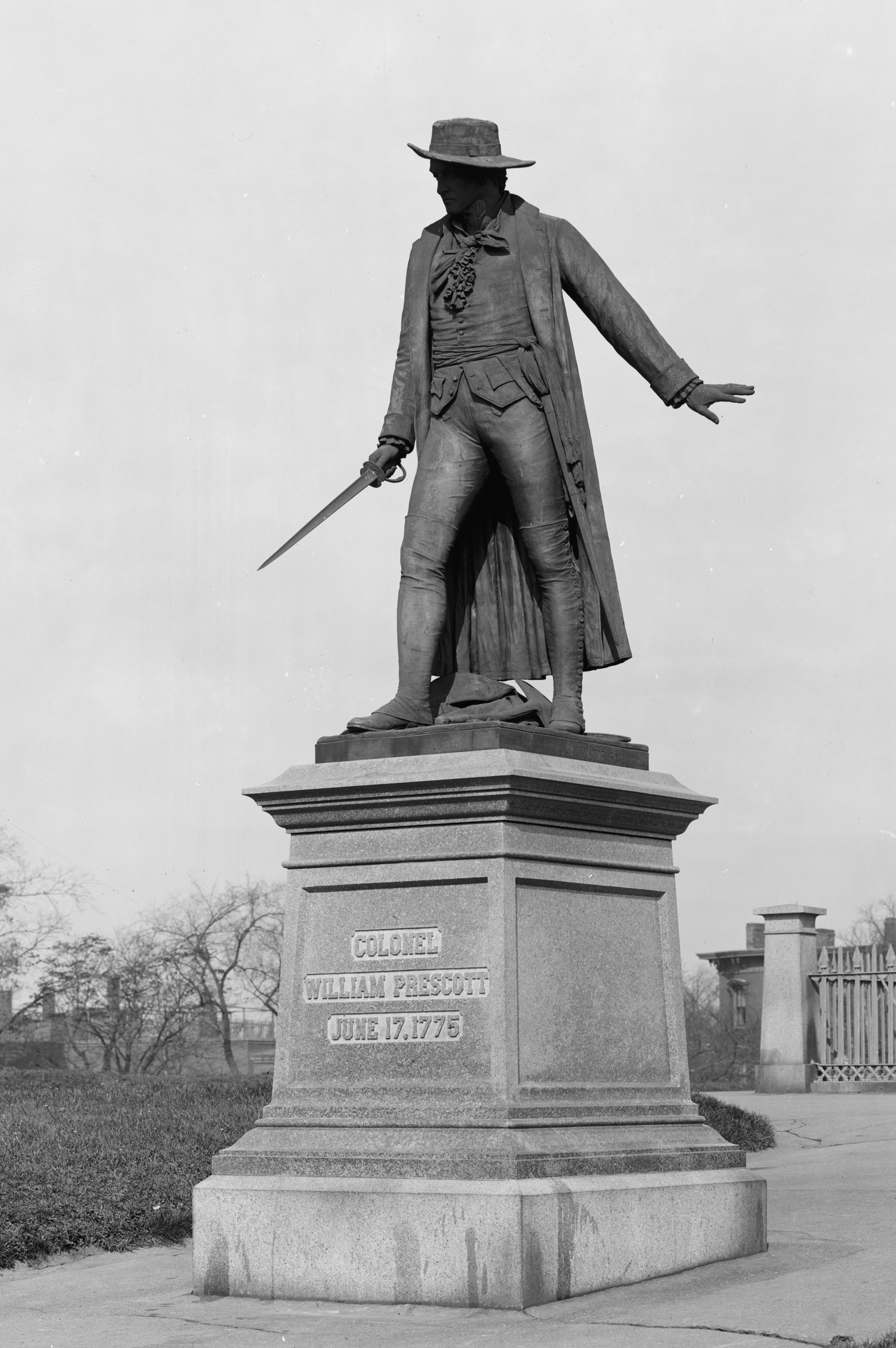
Пам'ятник Прескотту в Чарлстауні (Массачусетс)

Після навчання, протягом якого він спорадично дописував у наукових журналах, Прескотт спеціалізувався на Іспанії пізнього Відродження та на початку Іспанської імперії. Його твори на цю тему: Історія правління Фердинанда та Ізабелли католицької (1837), Історія завоювання Мексики (1843), Історія завоювання Перу (1847) та незакінчена історія правління Філіппа II (1856—1858) стали класичними творами в цій галузі й справили великий вплив на вивчення Іспанії та Мезоамерики. Протягом свого життя він вважався одним із найбільших американських інтелектуалів і особисто знав багатьох провідних політичних діячів того часу, як у США, так і у Великій Британії.

## Визнання
Історики захоплюються Прескоттом за його вичерпне, дбайливе та систематичне використання архівів, його точне відтворення послідовностей подій, врівноважені судження та його живий стиль письма. Він був зосереджений насамперед на політичних та військових справах, значною мірою ігноруючи економічні, соціальні, інтелектуальні та культурні сили, на яких в останні десятиліття історики зосереджуються.